# Lasioglossum ituraeum
Lasioglossum ituraeum är en biart som beskrevs av Ebmer 1972. Lasioglossum ituraeum ingår i släktet smalbin, och familjen vägbin. Inga underarter finns listade i Catalogue of Life.